# Molophilus (Molophilus) eurygramma
Molophilus (Molophilus) eurygramma is een tweevleugelige uit de familie steltmuggen (Limoniidae). De soort komt voor in het Australaziatisch gebied.